# (9091) Ishidatakaki
(9091) Ishidatakaki est un astéroïde de la ceinture principale.

## Description
(9091) Ishidatakaki est un astéroïde de la ceinture principale. Il fut découvert le 2 novembre 1995 à Ōizumi par Takao Kobayashi. Il présente une orbite caractérisée par un demi-grand axe de 2,44 UA, une excentricité de 0,21 et une inclinaison de 2,4° par rapport à l'écliptique.

## Compléments